# Yusaku Kamekura
Yūsaku Kamekura (Niigata, 6 aprile 1915 – Tokyo, 11 maggio 1997) è stato un designer e illustratore giapponese.

## Olimpiadi 1964
Le Olimpiadi del 1964 esprimono appieno la volontà del Giappone post-bellico di dipingere l’immagine di un Paese rinato e moderno, in grado di conformarsi agli standard internazionali dopo l’esilio dalla scena olimpica a seguito del 1945. L’approccio geometrico e razionale all’immagine dei giochi fu, in particolare, un esplicito tentativo di allontanarsi dalle immagini stereotipate dei “fiori di ciliegio e geisha” e mostrare un assetto più maturo e al passo con il mondo occidentale. Quella del ‘64 a Tokyo fu la prima edizione delle olimpiadi a fare uso di un’immagine coordinata, sviluppata dal Dezain Kondan-Dai (Design Colloquium), sotto la direzione artistica di Katsumi Masaru, uno dei maggiori contribuenti all’ingresso della figura professionale del designer nonché grande promotore dello stile europeo. Tra i membri di questo Colloquium si annoverano Yusaku Kamekura, che si occupò principalmente del logo, Koto Tadashi, il quale curò l’uso dei colori, e Hara Hiromu, responsabile degli aspetti tipografici. Come sottolineato da Katsumi gli obiettivi principali del gruppo erano: disegnare un logo ufficiale in modo che mantenesse un uso costante nelle edizioni successive, applicare i cinque colori olimpici ai simboli dei vari giochi e assicurare un approccio coerente alla tipografia. Il team si occupò di produrre il logo olimpico, poster, brochures, simboli e una serie di pittogrammi (ekobata). Il gruppo, in vista dell’arrivo di un gran numero di visitatori esteri che non potevano comprendere i segni della lingua locale, vide dunque nelle Olimpiadi un’opportunità per stabilire un linguaggio di design in Giappone che, seguendo il concetto dell’isotype (International System of Typographic Picture Education) di Otto Neurath,  partisse da un linguaggio iconografico per presentare informazioni facilmente interpretabili senza la necessità di conoscere la lingua giapponese.

## L'emblema
Il logo olimpico fu scelto a seguito di una competizione indetta nel giugno del 1960 a cui furono chiamati a partecipare sei designer giapponesi: Nagai Kazumasa, Inagaki Koichiro, Yusaku Kamekura, Tanaka Ikko, Kono Takashi and Sugiura Kohei.
Le proposte risultarono per stile assai diverse fra loro, ma a vincere all’unanimità fu quella di Kamekura che, in chiave moderna e minimalista, creò una composizione simmetrica verticale che consisteva nei cinque cerchi olimpici, la frase “Tokyo 1964” in Helvetica color oro e un grande cerchio rosso. Nonostante il logo possa apparire un diretto richiamo alla bandiera giapponese e al sole levante,essa non fu alla base del progetto come lo stesso designer dichiarò, svincolandosi dai legami nazionalistici. Ulteriore ispirazione provenne al designer dai mon e alla loro struttura su base circolare. Tali simboli raffigurano in maniera astratta e geometrica piante, animali o entità di varia natura inscritti all’interno di cerchi.

## I poster

### The Start of Sprinters Dash
Per la prima volta la fotografia fu utilizzata in un poster olimpico come mezzo per trasmettere con immediatezza il senso dei Giochi olimpici a un pubblico contemporaneo. Realizzato nel ’62  “The Start of Sprinters Dash” è probabilmente il poster più famoso delle Olimpiadi del 1964. La fotografia a colori che raffigura l’istante della partenza di una gara di corsa fu realizzata grazie alla collaborazione di atleti professionisti dell’esercito americano stanziati nella base aerea di Tachikawa e di atleti dilettanti. L’immagine fotografica racchiude in sé il “dramma psicologico” di individui che con fatica cercano di raggiungere i propri obiettivi all’interno di un evento vero e proprio. Lo scatto fu ripetuto per circa 80 volte al National Stadium dal fotografo Osamu Hayasaki sotto la direzione artistica di Jo Murakoshi. Del poster di dimensioni B-1( 103x72 cm) furono diffuse più di novantamila copie.

### A Butterfly-Swimmer
Per la creazione del terzo e del quarto poster, Kamekura collaborò con i due fotografi Hayasaki e Murakoshi. Nello specifico “Butterfly Swimmer”, fu scattata nella Tokyo Metropolitan Indoor Swimming pool al nuotatore universitario Iwamoto Koji. Inizialmente il poster doveva raffigurare un nuotatore che eseguiva lo stile libero ma, riguardando gli scatti, lo stesso Kamekura disse: 

“Ad una tale velocità l’acqua sembrava ghiaccio ed il nuotatore un cadavere. Così provammo la simmetria frontale della bracciata a farfalla"

### An Olympic Torch Runner
Il quarto poster venne realizzato all’inizio del 1964 e divenne il poster ufficiale delle Olimpiadi del 1964; ne furono distribuite 50 000 copie. Il protagonista scelto per quest’ultimo scatto fu l’atleta Tanaka della squadra di atletica leggera della Juntendo University. Quest’ultimo poster aveva una composizione diversa dalle precedenti: Kamekura cercò infatti di suggerire sia l'aspetto solenne degli sport sia l'eccitazione del festival. Per comporre la fotografia erano necessarie particolari condizioni di luce per mostrare chiaramente sia la torcia sia le caratteristiche del corridore; poiché tali condizioni si presentavano solo poche ore al tramonto dopo le competizioni, il team riuscì ad ottenere solo dopo tre giorni l’effetto desiderato.

## Eredità culturale
L'ingente lavoro grafico legato alle Olimpiadi del 1964 ebbe numerose eco nelle edizioni successive: al medesimo team di designer venne infatti assegnata la realizzazione delle immagini per le Olimpiadi Invernali di Sapporo nel 1972, tra cui due dei quattro poster nuovamente realizzati da Kamekura.
L'edizione del 1964 fu caratterizzata da diversi primati dal punto di vista del design; oltre all'utilizzo dei pittogrammi i giochi si distinsero infatti per l'utilizzo inedito di un manuale di immagine coordinata; questi due linguaggi hanno ampliato in modo considerevole la lettura e la comprensione del progetto, sia all'interno del campo professionale che applicato al contesto reale.
Altro importante effetto del design estremamente moderno dei Giochi è visibile nel logo stesso: l'emblema realizzato da Kamekura è un vero e proprio spartiacque tra i loghi prettamente figurativi delle precedenti edizioni (basti pensare all'utilizzo della lupa capitolina nelle Olimpiadi del 1960) e l'approccio più contemporaneo e astratto delle edizioni successive.
Un rimando ancora più forte all'emblema dei Giochi del ‘64 è visibile nella struttura del logo per i Giochi di Tokyo 2020; al di là delle differenze concettuali, quale la sostituzione del cerchio rosso, identificabile con il simbolo del sol levante, con una composizione geometrica indaco volta a rappresentare l'unità dei Paesi di tutto il pianeta, entrambi sono infatti composti da un allineamento verticale dei medesimi elementi (cerchi olimpici, logotipo sans serif, elemento circolare di grande impatto visivo) che ancora simboleggiano il forte linguaggio stilistico creato da Kamekura.